# Sydgående båd fra Wadjet-hoteps grav

Sydgående båd fra Wadjet-hoteps grav er en gravmodel af en båd i Ægyptisk Samling på Ny Carlsberg Glyptotek (ÆIN 1569). Den er 56 cm. lang, og består af træ, kobber, tekstiler, og snor. Gravmodellen er fundet på gravpladsen Sedment i grav nr. 2106.
Denne bådmodel er fundet sammen med andre gravmodeller på gulvet ved siden af mumiekisten i manden Wadjet-hoteps grav. Ny Carlsberg Glyptotek har erhvervet de fleste af fundene fra denne grav i 1921 fra British School of Archaeology i Ægypten. Gravmodellen er dateret til 7. – midten af 11. dynasti, ca. 2150-2050 f.Kr.
På denne "Sydgående båd" ser man ni personer, som alle har deres formål. I fronten af båden står udkigsposten med en fender, der i det gamle Ægypten var lavet af en oksehudssæk fyldt med halm. Bag ham er fem mænd i gang med at sætte sejlet, og bag dem sidder to mænd, som henholdsvis holder skødet til den nedre og den øvre bom. Den sidste mand på båden sidder ved styreåren og sørger for at båden holder sin rette kurs. På dækket af båden ligger en kølle, som man brugte til at slå bådens fortøjningspæl i jorden med.